# I Need A House
"I Need A House" is een liedje van de Zweedse zangeres Marie Serneholt. Het werd in 2006 als tweede single van haar album Enjoy the Ride uitgegeven. Hoewel het liedje vaak gedraaid werd in Zweden, bereikte Serneholt er geen hoge positie in de reguliere hitlijsten mee. De single bereikte wel de tweede plaats in de hitlijst voor muziekdownloads. Ze stond met "I Need A House" drie weken in de Zweedse Top 60.